# Фитогормоны
Фитогормоны — низкомолекулярные органические вещества, вырабатываемые растениями и выполняющие регуляторные функции. Действуют в очень низких концентрациях (порядка 10−11 моль/л), вызывают различные физиологические и морфологические изменения в чувствительных к их действию частях растений.

## Общие сведения
В отличие от животных, растения не имеют специальных органов, синтезирующих гормоны; вместе с тем отмечается большая насыщенность гормонами некоторых органов по сравнению с другими. Так, ауксинами богаче всего верхушечные меристемы стебля, гиббереллинами — листья, цитокининами — корни и созревающие семена. Фитогормоны обладают широким спектром действия.
Фитогормоны регулируют многие процессы жизнедеятельности растений: прорастание семян, рост, дифференциацию тканей и органов, цветение, созревание плодов и т. п. Образуясь в одном органе (или его части) растения, фитогормоны обычно транспортируются в другой (или его часть).

## Общие свойства
Химические соединения, которые вырабатываются в одних частях растений и оказывают своё действие в других, проявляют свой эффект в исключительно малых концентрациях, обладают (в отличие от ферментов) обычно меньшей специфичностью действия на процессы роста и развития, что объясняется разным состоянием работы генов воспринимающих клеток, от которого зависит результат действия гормона, а также разным соотношением между собой различных фитогормонов (гормональным балансом). Эффект фитогормонов в значительной мере определяется действием других внутренних и внешних факторов.

## Классификация и структура
Общепринята классификация, в которой среди растительных гормонов выделяют 5 основных групп классических гормонов. Гормоны разных растений могут отличаться по химической структуре, поэтому они сгруппированы по их влиянию на физиологию растений и общему химическому строению. Кроме того, некоторые физиологически активные вещества не принадлежат ни к одному из классов. Каждый класс включает в себя как стимуляторы, так и ингибиторы различных функций, и они часто работают в паре. В этом случае разница концентраций одного или нескольких веществ определяет конечный эффект на рост и развитие растения.
Основные группы классических гормонов:
- Абсцизины
- Ауксины
- Цитокинины
- Этилен
- Гиббереллины

Часто к этому списку добавляют и другие соединения: брассиностероиды, жасмонаты, стриголактоны, полипептидные гормоны, крезацин, олигосахариды.